# Heteronutarsus albipennis
Heteronutarsus albipennis es una especie de mantis de la familia Eremiaphilidae.

## Distribución geográfica
Se encuentra en Níger.